# Fußball-Weltmeisterschaft 1978/Schottland
Die schottische Fußballnationalmannschaft nahm an der Weltmeisterschaft 1978 in Argentinien teil.

## Qualifikation
Schottland traf bei dieser WM-Qualifikation auf den amtierenden Europameister Tschechoslowakei und erhielt Schützenhilfe von der britischen Insel. Wales schlug die Tschechen im Heimspiel mit 3:0 und machte damit das Tor zur WM für die Schotten weit offen. Da diese das Hinspiel gegen die Tschechoslowakei in Prag mit 0:2 verloren hatten, musste ein Sieg beim Rückspiel in Glasgow her und die Mannschaft gewann mit 3:1.
Da man ein Jahr vor der WM in einem Freundschaftsspiel gegen Argentinien ein Unentschieden erreicht hatte, sah sich die schottische Öffentlichkeit bereits als Titelfavorit. Mit diesen Vorschusslorbeeren fuhr die schottische Mannschaft nach Südamerika.
| Rang | Land             | Tore | Punkte |
| ---- | ---------------- | ---- | ------ |
| 1.   | Schottland       | 6:3  | 6:2    |
| 2.   | Tschechoslowakei | 4:6  | 4:4    |
| 3.   | Wales            | 3:4  | 2:6    |

| Tschechoslowakei | - | Schottland       | 2:0 (0:0) | Panenka 48', Petráš 50'                               |
| Schottland       | - | Wales            | 1:0 (1:0) | Evans (Eigentor) 15'                                  |
| Schottland       | - | Tschechoslowakei | 3:1 (2:0) | Jordan 19', Hartford 35', Dalglish 54' / Gajdůšek 82' |
| Wales            | - | Schottland       | 0:2 (0:0) | Masson 78', Dalglish 85'                              |

## Schottisches Aufgebot
| Nr.               | Name            | Verein vor WM-Beginn | Geburtstag | Spiele   | Tore     | Gelbe Karte | Rote Karte |
| Torhüter          | Torhüter        | Torhüter             | Torhüter   | Torhüter | Torhüter | Torhüter    | Torhüter   |
| ----------------- | --------------- | -------------------- | ---------- | -------- | -------- | ----------- | ---------- |
| 1                 | Alan Rough      | Partick Thistle      | 25.11.1951 | 3        | 0        | 0           | 0          |
| 12                | Jim Blyth       | Coventry City        | 02.02.1955 | 0        | 0        | 0           | 0          |
| 20                | Bobby Clark     | FC Aberdeen          | 26.09.1945 | 0        | 0        | 0           | 0          |
| Abwehrspieler     |                 |                      |            |          |          |             |            |
| 2                 | Sandy Jardine   | Glasgow Rangers      | 31.12.1948 | 1        | 0        | 0           | 0          |
| 3                 | Willie Donachie | Manchester City      | 05.10.1951 | 2        | 0        | 0           | 0          |
| 4                 | Martin Buchan   | Manchester United    | 06.03.1949 | 3        | 0        | 0           | 0          |
| 5                 | Gordon McQueen  | Leeds United         | 26.06.1952 | 0        | 0        | 0           | 0          |
| 13                | Stuart Kennedy  | FC Aberdeen          | 31.05.1953 | 2        | 0        | 0           | 0          |
| 14                | Tom Forsyth     | Glasgow Rangers      | 23.01.1949 | 3        | 0        | 0           | 0          |
| 22                | Kenny Burns     | Nottingham Forest    | 23.09.1953 | 2        | 0        | 0           | 0          |
| Mittelfeldspieler |                 |                      |            |          |          |             |            |
| 6                 | Bruce Rioch     | Derby County         | 06.09.1947 | 2        | 0        | 0           | 0          |
| 7                 | Don Masson      | Derby County         | 26.08.1946 | 1        | 0        | 0           | 0          |
| 10                | Asa Hartford    | Manchester City      | 24.10.1950 | 3        | 0        | 0           | 0          |
| 11                | Willie Johnston | West Bromwich Albion | 19.12.1946 | 1        | 0        | 0           | 0          |
| 15                | Archie Gemmill  | Nottingham Forest    | 24.03.1947 | 3        | 2        | 1           | 0          |
| 16                | Lou Macari      | Manchester United    | 07.06.1949 | 2        | 0        | 0           | 0          |
| 18                | Graeme Souness  | FC Liverpool         | 06.05.1953 | 1        | 0        | 0           | 0          |
| 19                | John Robertson  | Nottingham Forest    | 20.01.1953 | 1        | 0        | 0           | 0          |
| Stürmer           |                 |                      |            |          |          |             |            |
| 8                 | Kenny Dalglish  | FC Liverpool         | 04.03.1951 | 3        | 1        | 0           | 0          |
| 9                 | Joe Jordan      | Manchester United    | 15.12.1951 | 3        | 1        | 0           | 0          |
| 17                | Derek Johnstone | Glasgow Rangers      | 04.11.1953 | 0        | 0        | 0           | 0          |
| 21                | Joe Harper      | FC Aberdeen          | 11.01.1948 | 1        | 0        | 0           | 0          |
| Trainer           |                 |                      |            |          |          |             |            |
|                   | Ally MacLeod    |                      | 26.02.1931 |          |          |             |            |

## Schottische Spiele bei der WM 1978
| Rang | Land        | Tore | Punkte |
| ---- | ----------- | ---- | ------ |
| 1    | Peru        | 7:2  | 5      |
| 2    | Niederlande | 5:3  | 3      |
| 3    | Schottland  | 5:6  | 3      |
| 4    | Iran        | 2:8  | 1      |

- Schottland – Peru 1:3 – Tore: 1:0 Jordan (15.), 1:1 Cueto (42.), 1:2 Cubillas (70.), 1:3 Cubillas (76.)
- Schottland – Iran 1:1 – Tore: 1:0 Eskandarian (43., Eigentor), 1:1 Danaeifard (77.)
- Schottland – Niederlande 3:2 – Tore: 0:1 Rensenbrink (34., Foulelfmeter), 1:1 Dalglish (43.), 2:1 Gemmill (46., Foulelfmeter), 3:1 Gemmill (67.), 3:2 Rep (71.)

Die vor dem Turnier hochgelobte schottische Mannschaft startete gegen Peru mit einem Fehlstart, von dem sich die Mannschaft erst wieder gegen die Niederlande erholt hatte, als bereits fast alles verloren war. Schottland hätte im letzten Spiel mit drei Toren Unterschied gewinnen müssen. Der 3:2-Erfolg war zu wenig und Schottland schied erneut vorzeitig aus.